# Мечеть Джумейра
Мечеть Джумейра (араб. مسجد جميرا) — мечеть у місті Дубай в Об'єднаних Арабських Еміратах.

## Опис
Розташована у місті Дубай. Знаходиться в районі Джумейра на східній стороні пляжу Джумейра Паблік Біч, неподалік Дубайського зоопарку. У мечеть можуть потрапити як мусульмани, а й представники інших релігій. У будівлі мечеті розташований Центр міжкультурної комунікації під патронажем шейха Мохаммеда.
Побудована у 1979 у фатимідському архітектурному стилі. Зображена на банкноті 500 дирхамів ОАЕ.